# Турумбетівська сільська рада
Турумбе́тівська сільська рада (рос. Турумбетовский сельский совет) — муніципальне утворення у складі Аургазинського району Башкортостану, Росія. Адміністративний центр — село Турумбет.

## Населення
Населення — 760 осіб (2019, 888 в 2010, 953 в 2002).

## Склад
До складу поселення входять такі населені пункти:
| Населений пункт    | Населення, осіб (2002) | Населення, осіб (2010) |
| ------------------ | ---------------------- | ---------------------- |
| Ігенче, присілок   | 16                     | 6                      |
| Саліхово, присілок | 52                     | 44                     |
| Турумбет, село     | 573                    | 559                    |
| Усманово, присілок | 312                    | 279                    |